# ك. جي. سوريش
ك. جي. سوريش (بالإنجليزية: K G Suresh)‏ هو صحفي ومؤلف هندي، ولد في 26 سبتمبر 1968.